# Sergej Aghadschanjan
Sergej Aghadschanjan (armenisch Սերգեյ Համբարձումի Աղաջանյան Transkription: Sergej Hambardsumi Aghadschanjan; russisch Сергей Амбарцумович Агаджанян, Sergei Ambarzumowitsch Agadschanjan, wiss. Transliteration Sergej Ambarcumovič Agadžanjan; auch Agadzhanian oder Aghajanyan; * 1. September 1929 in Pahlavi, heute Bandar Anzali, Iran; † 9. Januar 2005 in Jerewan, Armenien) war ein armenisch-sowjetischer Komponist, Dirigent, Geiger und Hochschullehrer.

## Leben
Sergej Aghadschanjan zog mit seiner Familie 1937 nach Teheran. Dort besuchte er die armenische Kooshesh Davtian Schule. Auf Empfehlung des Komponisten Aschot Patmagrian (1898–1982) wurde er 1949 am Konservatorium Teheran aufgenommen und absolvierte dort bis 1951 eine Ausbildung als Geiger. Bei seinem ersten Auftritt als Solist 1950 spielte er Aram Chatschaturjans Violinkonzert. 1952/53 übersiedelte er nach Armenien und begann dort am Konservatorium Jerewan bei Aram Shamshyan (1925–2010) ein Studium im Fach Violine, das er 1959 abschloss. Später studierte er noch Komposition bei Eduard Mirsojan bis zum Abschluss 1975.
Von 1959 bis 1971 war er als Musikredakteur beim Rundfunk- und Fernsehsender der Armenischen SSR tätig. Gleichzeitig unterrichtete er ab 1959 an der Romanos-Melikjan-Musikschule und war ab 1964 am Polytechnischen Institut künstlerischer Leiter des Kammerorchesters, mit dem über drei Jahrzehnte etliche Preise gewann. Ab 1970 lehrte er sowohl an der Armenischen Staatlichen Pädagogischen Universität „Chatschatur Abowjan“ wie auch am Konservatorium Jerewan. Ab 1975 war er Mitglied im armenischen Komponistenverband. 1983 wurde er zum außerordentlichen Professor ernannt, 1987 zum Professor ab 2004 wirkte er zudem als Dekan des Fachbereichs Komposition. Er starb im Januar 2005 in Jerewan. Seine Werke wurden weiterhin bei Konzerten aufgeführt, so u. a. 2014 zum 85. Geburtstag und 2019 zum Abschluss des 5. Armenischen Festivals für zeitgenössische Musik.

## Schaffen
Er komponierte Werke verschiedener Gattungen. Sein Œuvre umfasst Kompositionen für Sinfonie- und Kammerorchester, Kantaten, Chor-, Kammermusik, Solowerke für Violine, Violoncello und Klavier sowie Lieder und Liederzyklen. Seinen Kompositionen liegen häufig historische armenische Texte zugrunde, die u. a. auf den Priester Mesrop Maschtoz (5. Jahrhundert), die Dichterin Chosroviducht (8. Jahrhundert), den Mystiker Gregor von Narek (10. Jahrhundert) und den Theologen Nerses IV. Schnorhali (12. Jahrhundert) zurückgehen, aber auch persische Texte des Astronomen Omar Chayyām (12. Jahrhundert). Aghadschanjans gemäßigt moderner, weitgehend tonaler Stil ist stark von der traditionellen armenischen Musik geprägt, gelegentlich zeigen sich Einflüsse aus dem Neoklassizismus. Zu seinen bekannteren Werken zählt Polymonody I (1972), seine Kompositionen wurden in Armenien, Russland, Polen, Bulgarien, im Iran und in den baltischen Staaten, aber auch in der Schweiz, in Frankreich, Deutschland, Israel, Kanada und den USA aufgeführt.

## Auszeichnungen
Sergej Aghadschanjan wurde 1981 mit dem Titel Verdienter Künstler der Armenischen SSR ausgezeichnet. 1999 gewann er mit seiner Sonaten-Fantasie Monolog für Violoncello solo den 1. Preis beim Internationalen Prokofjew-Wettbewerb in Sankt Petersburg.

## Anmerkung
1. ↑  Die Mehrzahl der Quellen gibt Pahlavi als Geburtsort an, Cadence Music Centre nennt dagegen Isfahan.